# Arvid Hellebladh
Arvid Hellebladh i riksdagen kallad Hellebladh i Valdemarsvik, född 1 juni 1902 i Hjorted, död 27 juni 1984 i Valdemarsvik, var en svensk kommunalkamrer och socialdemokratisk politiker.
Hellebladh var från 1956 ledamot av riksdagens första kammare, invald i Kalmar läns och Gotlands läns valkrets.